# Motta Camastra
Motta Camastra ist eine italienische Gemeinde in der Metropolitanstadt Messina in der Autonomen Region Sizilien mit 790 Einwohnern (Stand 31. Dezember 2023).

## Lage und Daten
Motta Camastra liegt 66 km südwestlich von Messina. Der Haupterwerb der Einwohner sind die Landwirtschaft und die Viehzucht.
Die Nachbargemeinden sind Antillo, Castiglione di Sicilia (CT), Francavilla di Sicilia und Graniti.

## Geschichte
Schon seit Ende des 12. Jahrhunderts steht hier der Bauernhof Camastra. Der Ort wurde im 14. Jahrhundert von der Familie Linguida gegründet. Seitdem besaßen verschiedene Lehnsherren das Dorf, bis 1560 die der Familie Sardo, danach die der Familie Lanza.

## Sehenswürdigkeiten

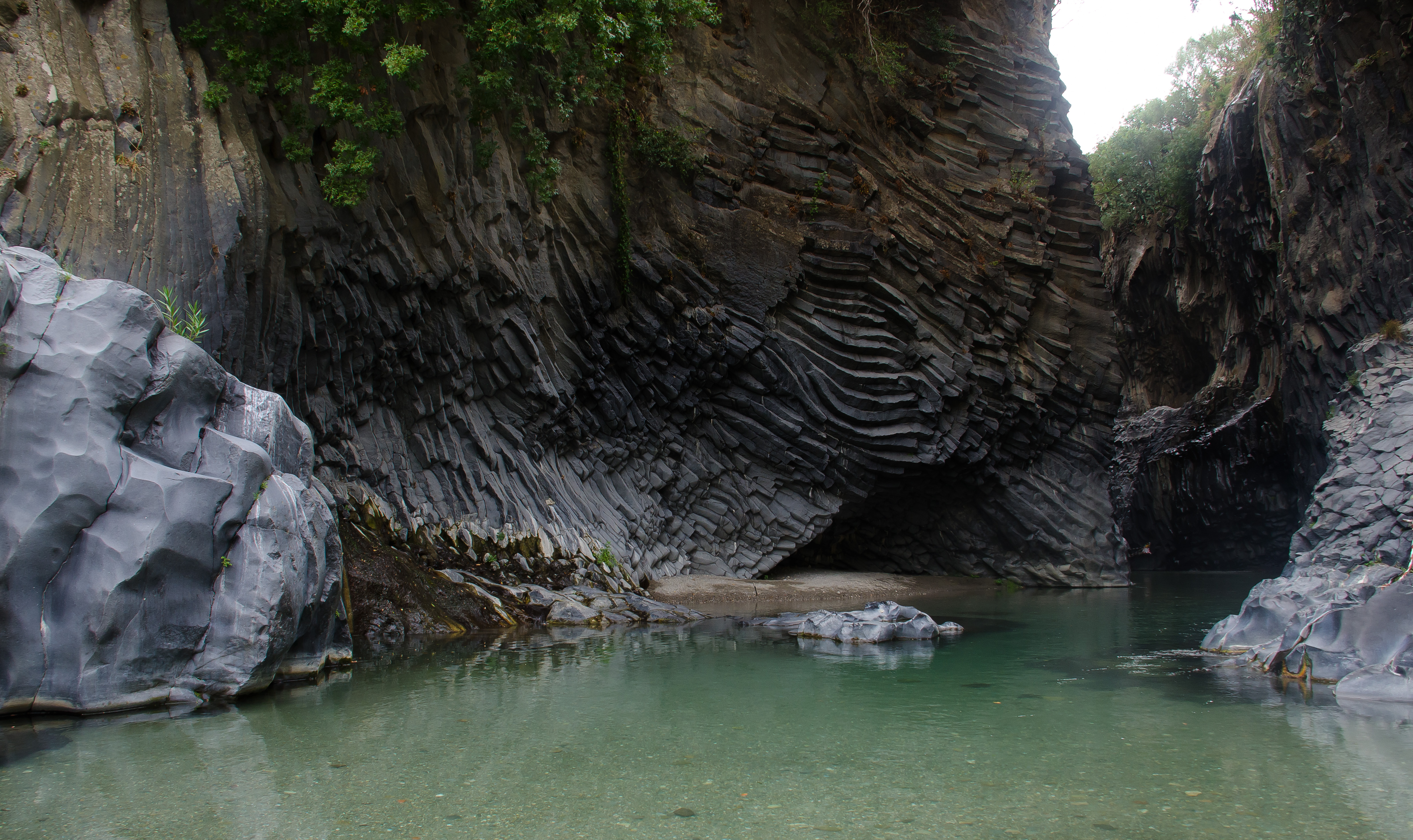
Alcantaratal

Die Stadt liegt oberhalb des Alcantaratals.

### In der Stadt
- Pfarrkirche San Michele aus dem 14. Jahrhundert, im Inneren zwei Marmorstatuen aus dem 17. Jahrhundert
- Kirche dell’ Annunziata aus dem 16. Jahrhundert, im Inneren eine Glocke aus dem Jahre 1517

### Außerhalb der Stadt
- Gole dell’Alcantara, die Schluchten des Flusses Alcantara. Auf dem Gemeindegebiet liegt etwas südlich von Motta Camastra die beeindruckendste der Schluchten, die stellenweise 50 m tief und 5 m breit ist.